# Двама приятели и язовец: Великият голям звяр
„Двама приятели и язовец: Великият голям звяр“ (на норвежки: Knutsen & Ludvigsen 2 - Det store dyret) е норвежка компютърна анимация от 2020 г. на режисьорите Рун Спанс и Гънхилд Енгер. Той е втората пълнометражна анимация, вдъхновена от музикалния тандем Knutsen & Ludvigsen и е продължение на „Двама приятели и язовец“ (2015). Премиерата на филма излиза по кината в Норвегия от 25 септември 2020 г.

## В България
В България филмът излиза по кината на 26 юли 2024 г. от „Флория Филмс“, разпространен от „Александра Филмс“.

### Нахсинхронен дублаж
| Роля            | Изпълнител                   |
| --------------- | ---------------------------- |
| Тутсън и Лудиуд | Ивайло Иванов – Играта       |
| Кондукторката   | Радинела Тотева              |
| Капитан Тутсън  | Мартин Пашов                 |
| Други гласове   | Емилия Петкова Ивайло Петков |